# Đại Điên Bảo Thông
Đại Điên Bảo Thông (zh: 大顛寶通, dàdiān bǎotōng, ja: Jdaiten hōtsū, ?-819) là Thiền sư Trung Quốc đời Đường. Sư là đệ tử nối pháp của Thiền sư Thạch Đầu Hi Thiên và có pháp tử là Thiền sư Tam Bình Nghĩa Trung và Thiền sư Oanh.

## Cơ duyên và hành trạng
Sư họ Dương, người Dĩnh Châu. Ban sơ, sư tham yết Thạch Đầu. Thạch Đầu hỏi: "Cái nào là tâm của ông?", sư đáp: "Ấy là lời lẽ vậy". Sư liền bị Thạch Đầu mắng nạt đuổi ra. Trải qua chừng 10 ngày, sư lại hỏi Thạch Đầu: "Câu trả lời mấy hôm trước nếu đã không đúng, vậy thì ngoài đó ra cái gì là tâm?", Thạch Đầu nói: "Trừ chuyện nháy mày, nhướng mắt hãy đem tâm đến!". Sư nói: "Chẳng có tâm để đem lại", Thạch Đầu nói: "Nguyên lai có tâm sao lại bảo là không tâm, không tâm hoàn toàn giống với phỉ báng". Sư ngay đó đại ngộ.
Sau, sư từ giã Thạch Đầu đến ẩn cư ở chùa Linh Sơn, Triều Châu. Người học bốn phương đến tu tập rất đông.
Sư thị tịch vào năm thứ 4 (824) niên hiệu Trường Khánh, thọ 93 tuổi.

## Pháp ngữ
Sư thượng đường thị chúng rằng: "Này, người học đạo nên ý thức tâm của chính mình. Đem tâm tương thị mới có thể thấy được đạo. Thấy phần lớn người đời nay chỉ suy nghĩ so lường một lời, một điểm vừa được ấn khả đã cho là tâm yếu. Điều đó thật ra là chưa hiểu hết. Ta hôm nay vì các ông nói ra rành rẽ, mọi người nên nghe nhận. Nhưng mà phải nên trừ bỏ tất cả mọi vọng vận tưởng niệm, kiến giải, suy lường, đó chính là chân tâm của các ông đó. Tâm này lúc trần cảnh và thủ nhận tịnh mặc đều không dính dáng gì, tức tâm ấy là Phật, chẳng cần đợi tu trị. Tại sao vậy? Chính là vì ứng cơ, tùy chiếu, veo veo tự dụng, tận cùng chỗ dụng, liễu chẳng thể đắc, gọi là diệu dụng, đó là bản tâm, phải hết sức hộ trì, chẳng nên coi thường hời hợt".